# Macrodes cynara
Macrodes cynara är en fjärilsart som beskrevs av Pieter Cramer 1775. Macrodes cynara ingår i släktet Macrodes och familjen nattflyn. Inga underarter finns listade i Catalogue of Life.